# Centro Universitario de la Guardia Civil
El Centro Universitario de la Guardia Civil (CUGC) es un centro de estudios de carácter universitario perteneciente al Instituto armado de la Guardia Civil el cual tiene por objeto impartir estudios superiores a sus integrantes.El centro depende del Ministerio del Interior, a través de la Dirección General de la Guardia Civil, y tiene su sede en la Academia de Oficiales de la Guardia Civil ubicada en Aranjuez. A efectos académicos, se encuentra adscrito a varias universidades, entre ellas la Universidad Carlos III de Madrid (UC3M) y la Universidad Nacional de Educación a Distancia (UNED).

## Historia
El Centro Universitario de la Guardia Civil encuentra sus orígenes en la disposición final séptima de la Ley 39/2007, de 19 de noviembre, de la carrera militar, que establece en su segundo apartado un mandato a los ministerios de Defensa y del Interior para que establezcan un centro de formación que permita a los miembros del Cuerpo obtener títulos de grado universitario.
Este mandato fue cumplimentado por el Real Decreto 1959/2009, de 18 de diciembre, por el que se crea el Centro Universitario de la Guardia Civil. Posteriormente, en junio de 2011, se firmó el primer convenio entre el Ministerio del Interior y la Universidad Carlos III de Madrid (UC3M) para adscribir el CUGC a dicha universidad, adscripción que fue autorizada por la Consejería de Educación y Empleo de la Comunidad de Madrid en octubre de ese año.
Un año después, el 22 de junio de 2012, se constituyó formalmente el Centro Universitario al constituirse por primera vez su Patronato y, tres meses después, se dio inicio al primer curso, el 2012-2013. El teniente general Pascual Solís Navarro, por aquel entonces subdirector general de Personal de la Guardia Civil, fue elegido primer director del CUGC.
Con posterioridad, el CUGC ha firmado convenios con otras universidades como la Universidad Nacional de Educación a Distancia (UNED), la Universidad de Salamanca (USAL) y la Universidad Autónoma de Madrid (UAM) para la ampliación de la oferta formativa y de investigación. Asimismo, también tiene acuerdos con el Instituto Nacional de Toxicología y Ciencias Forenses (INTCF) para la formación en el ámbito de las ciencias forenses.

## Estudios
Para el curso 2023-24, el Centro Universitario de la Guardia Civil ofrecía los siguientes estudios:

### Grados
- Grado en Ingeniería de la Seguridad. Cuenta con cuatro años de duración y está diseñdo únicamente para estudiantes que hayan superado la formación inicial de oficiales de la Guardia Civil. El objetivo del grado es formar a los futuros oficiales de la Guardia Civil para desarrollar tareas de diseño, integración y gestión de sistemas de seguridad, destinados a garantizar la seguridad pública y privada, mediante actividades de prevención y actuación ante situaciones de emergencia.[12]
- Grado en Gestión de Seguridad Pública. Cuenta con cuatro años de duración y es exclusivo para suboficiales de la Guardia Civil. Su objetivo es la formación de suboficiales para el acceso a la escala de oficiales; se les forma en el desarrollo de acciones directivas, especialmente de mando, coordinación, inspección y gestión de los servicios ligados a la seguridad, y en particular en la utilización óptima de los recursos humanos, materiales y financieros ligados a la seguridad en el ámbito público. [13]

### Másteres
- Máster Universitario en Dirección Operativa de la Seguridad.
- Máster Universitario en Seguridad Vial y Tráfico.
- Máster Universitario en Alta Dirección en Seguridad Internacional.
- Máster Universitario en Dirección de Personas y Gestión del Talento de la Seguridad.
- Máster Universitario en Protección Integral del Medio Ambiente.
- Máster Universitario en Delincuencia Económica y Anticorrupción.
- Máster Universitario en Inteligencia y Contraterrorismo.
- Máster Universitario en Alta Dirección y Gestión Logística y Económica-Financiera en el Ámbito de la Seguridad.

### Doctorados
- Doctorado en la Unión Europea, por la UNED.
- Doctorado en Derecho y Ciencias Sociales, por la UNED.
- Doctorado en Estado de Derecho y Gobernanza Global, por el Instituto de Iberoamérica de la Universidad de Salamanca.

## Directores
- Pascual Solís Navarro (2012-2018)
- Fernando Moure Colón (2018-2020)
- Fernando Santafé Soler (2020-2021)
- Francisco Díaz Alcantud (2021-2024)
- Félix Blázquez González (2024-)